# Jóhannes Eðvaldsson
Jóhannes Eðvaldsson (* 3. September 1950 in Reykjavík; † 24. Januar 2021 in Glasgow) war ein isländischer Fußballspieler.

## Karriere

### Verein
Jóhannes Eðvaldsson begann seine Karriere in seiner Geburtsstadt bei Valur Reykjavík. Im Jahr 1972 spielte er kurzzeitig in Südafrika bei Cape Town City FC. Nach seiner Rückkehr nach Reykjavík, gewann er mit Valur 1974 den Isländischen Pokal gegen ÍA Akranes. Danach verließ er Island, und spielte in den folgenden zehn Jahren bei verschiedenen Vereinen. Zunächst stand er für jeweils für ein halbes Jahr in Frankreich beim FC Metz unter Vertrag, danach in Dänemark bei Holbæk B&I. Nach einem erfolgreichen Probetraining unterzeichnete er im August 1975 einen Vertrag beim schottischen Verein Celtic Glasgow. Sein Debüt gab er am 9. August 1975 bei einem 1:0-Sieg im Ligapokal gegen den FC Aberdeen. Nach dem Spiel gegen Aberdeen im Parkhead etablierte sich Jóhannes Edvaldsson als Stammspieler mit soliden Leistungen. Obwohl als Abwehrspieler eingeplant, spielte er in der folge sehr variabel, auf verschiedenen Positionen einsetzbar. So erzielte er einen Hattrick am 12. November 1975 bei Celtics 7:1-Erfolg gegen Ayr United. Von den Celtic-Anhängern erhielt er den Spitznamen Shuggy. 1976 verlor er mit Celtic das Ligapokalfinale gegen die Glasgow Rangers im Old Firm mit 0:1. Ein Jahr später gewann er mit Celtic die Meisterschaft und den Pokal, und somit das nationale Double. Das Tripel wurde durch eine Niederlage im Ligapokal gegen den FC Aberdeen verpasst. In der schwierigen Saison 1977/78 die Celtic nur als Tabellenfünfter beendete, war Jóhannes Eðvaldsson der neben Roddie MacDonald die Innenverteidigung bildete mit zehn Toren bester Torschütze in der Liga für die Bhoys. Im Ligapokal gab es erneut eine Niederlage. Trotz eines Treffers von Jóhannes Eðvaldsson zum zwischenzeitlichen Ausgleich verlor Celtic mit 1:2 gegen die Rangers. 1979 gewann er mit Celtic ein zweites Mal die Meisterschaft. Im Februar 1980 wechselte er von Glasgow aus zu den Tulsa Roughnecks in die North American Soccer League. Neben Einsätzen in der ASL spielte er für den Verein aus dem US-Bundesstaat Oklahoma auch Indoor in der Major Soccer League. In der Saison 1981/82 spielte Jóhannes Eðvaldsson beim deutschen Zweitligisten Hannover 96. Danach stand er zwei Jahre beim FC Motherwell in Schottland unter Vertrag, bevor er seine Karriere 1985 bei Þróttur Reykjavík ausklingen ließ.

### Nationalmannschaft
Jóhannes Eðvaldsson absolvierte zwischen 1971 und 1983 insgesamt 34 Länderspiele für Island und erzielte dabei zwei Tore.

## Erfolge
mit Valur Reykjavík:
- Isländischer Pokalsieger: 1974

mit Celtic Glasgow:
- Schottischer Pokalsieger: 1977
- Schottischer Meister: 1977, 1979

Individuell:
- Islands Fußballer des Jahres: 1974

## Familie
Sein sieben Jahre jüngerer Bruder Atli Eðvaldsson war auch Fußballprofi und spielte unter anderem für Borussia Dortmund. Dessen Tochter Sif Atladóttir ist isländische Nationalspielerin, sein Sohn Emil Atlason ist ebenfalls als Fußballprofi aktiv. Atli und Jóhannes Eðvaldsson sind Söhne von Evald Mikson, der in den 1930er Jahren mehrmals für die estnische Nationalmannschaft als Torhüter aufgelaufen war.
Jóhannes Eðvaldsson starb am 24. Januar 2021 in Glasgow an den Folgen einer COVID-19-Erkrankung. Er hinterlässt seine Frau Christine Bradley und vier Kinder.